# Силија Санчез
Силија Санчез Мандулеј (шп. Celia Sánchez Manduley; Медиа Луна, 9. мај 1920 — Хавана, 11. јануар 1980) била је револуционарка, филантроп, политичарка и активиста, блиска пријатељица са Фидел Кастром.

## Активизам и политика

### Кубанска револуција
Санчезова је учествовала у борби против владе коју је предводио Фулгенсио Батиста, кубанског председника и војни диктатор. Њена борба почиње након пуча који се догодио 10. марта 1952. године на Куби. Била је чланица Покрета 26. јул у граду Манзаниљо.
Уз помоћ Френка Пеиса, такође револуционара, Санчезова је основала своју борбену јединицу и постала једна од првих жена које су саставиле своју војну јединицу током револуције на Куби.
Године 1957. придружила се кубанским герилцима и ту служила као курир, а поруке је достављала у цвећу како би оне остале тајне. Поред тога, испоручивала је Че Гевари и другим револуционарима оружје, понекад храну и медицински материјал..

### Постреволуцијски период
Средином и крајем шездесетих година, постала је најближи пратилац кубанског лидера Фидел Кастра, заједно са његовим лекаром, Ренеом Валејом. Након тога, Санчезова је добила функциију секретара председништва Већа министра и служила у Одељењу за буџет државног већа, све до смрти 1980. године.
Током свог учешћа у револуцији, Санчезова је чувала све документе и писма, којих је било изузетно много, па је од тог материјала 1964. године отворена институција за очување историјских докумената за време Кубанске револуције.

## Смрт
Силија Санчез је преминула од рака плућа, 11. јануара 1980. године, у време политичких и економских немира на Куби. Остала је упамћена као велика револуционарка.

## Наслеђе
Након смрти Санчезове, Фидел Кастро је на њеној комеморацији представио Санчезову као симбол Кубанске револуције. 
 Такође,
Фидел Кастро је свој говор одржао испред болнице која је названа Силија Санчез, у њему част :

Искрено верујем да је ово највећи поклон некоме ко је био посвећен својој дужности и верујем, да је ово била најсјајнија и најоданија револуционарка која је дала свој живот за револуцију.
—Фидел Кастро.

Због њене кључне улоге у Кубанској револуцији, у њену част велики број школа, болница и друштвених центара назван је по њој на Куби и у Зимбабвеу.
Мештани Санчезиног родног града Медиа Луне користе олтар за венчавање назван по њеном имену и тако исказују поштовање према њеном делу за кубански народ.
 Споменик и малоузеј за Силију Санчез изграђени су у Лењиновом парку. Међутим од новембра 2014. године, њени посмртни остатци налазе се на гробљу Колон у Хавани. Меморијални центар Силија Санчез подигнут је такође у њену част, у њеном родном граду, док се њен лик налази и на воденом жигу новчаница кубанског пезоса.
Силија Санчез је отворила пут идеализму за жене Кубе показујући другима способности жена у руководству, преузимању ризика, ратовању и физичком раду.
Једноставност, скромност, женственост, несебичност, штедња и посвећеност су били неки од кључних атрибута Санчезове. Силија Санчез је кубанском друштву открила да жене могу да уравнотеже физички рад уз бриге, снагу са женственошћу и вођство са скромношћу.